# Čerchov
Čerchov est le point culminant  (1 041 m) de la Forêt de Bohême en République tchèque. Durant le régime communiste, le sommet était une zone militaire interdite car elle comprenait une base d'observation. Ce sommet a d'ailleurs depuis très longtemps rempli cette fonction comme en témoigne une tour construite en 1905. 

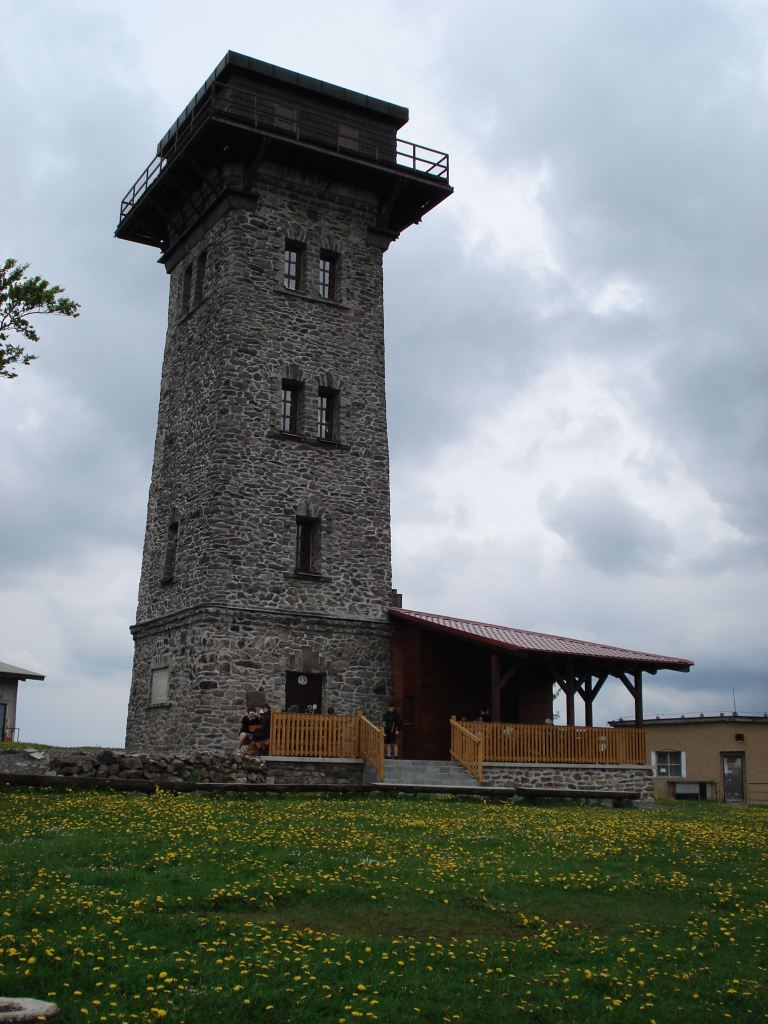
Une tour d'observation sur le Čerchov construite en 1905.